# Acerophagus erii
Acerophagus erii är en stekelart som beskrevs av Timberlake 1916. Acerophagus erii ingår i släktet Acerophagus och familjen sköldlussteklar. Inga underarter finns listade i Catalogue of Life.